# فيل ستايسي
فيل ستايسي (بالإنجليزية: Phil Stacey)‏ هو مغني وكاتب أغاني أمريكي، ولد في 21 يناير 1978.

## وصلات خارجية
- فيل ستايسي على موقع IMDb (الإنجليزية)
- فيل ستايسي على موقع ميوزك برينز (الإنجليزية)
- فيل ستايسي على موقع ديسكوغز (الإنجليزية)
- فيل ستايسي على موقع قاعدة بيانات الفيلم (الإنجليزية)
- فيل ستايسي على موقع كينوبويسك (الروسية)